# Dioscorea lanata
Dioscorea lanata là một loài thực vật có hoa trong họ Dioscoreaceae. Loài này được Bail mô tả khoa học đầu tiên năm 1884.